# Горову
Горову (Gorova, Gorovu, Yerani) — почти вымерший папуасский язык, на котором говорят в деревне Бангапела, у реки Раму провинции Восточный Сепик в Папуа-Новой Гвинее. Большинство населения перешли на язык банаро.
На 1981 год насчитывалось 50 носителей языка, к 2000 году их число сократилось до 15-ти человек.